# Politique des Réunions
La politique des Réunions est la politique étrangère d'annexion de territoires menée aux frontières du royaume par Louis XIV de 1679 à 1684 qui mènera à la guerre des Réunions.
Elle succède à la politique dite du pré carré qui permit la consolidation de la frontière au nord du royaume.
La capitulation de Strasbourg, signée à Illkirch le 30 septembre 1681 et par laquelle la ville libre et impériale de Strasbourg se place sous la protection des rois de France, n'en fait pas partie.

## L'ambition de Louis XIV

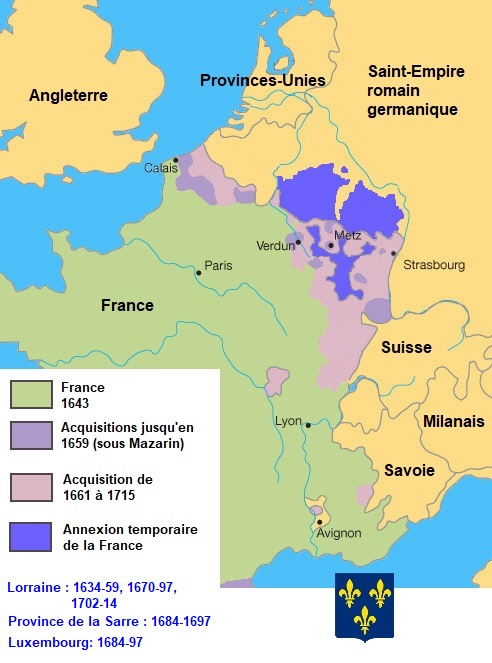
La France de Louis XIV (en bleu les duchés de Luxembourg, de Lorraine et de Bar rétrocédés par le Traité de Ryswick en 1697 ; en gris les territoires conservés à la mort de Louis XIV)

En pleine période de paix, Louis XIV tente d'agrandir son royaume en interprétant avec cynisme les dispositions peu précises des traités de Westphalie de 1648 et du traité de Nimègue de 1678 qui cèdent à la France des « "territoires et leurs dépendances" ». Mise en œuvre  par Simon Arnauld de Pomponne, puis après sa disgrâce, par Charles Colbert de Croissy, nouveau secrétaire d'État des Affaires étrangères et Louvois, secrétaire d'État de la guerre, cette politique dressera toute l'Europe contre la France et mènera à la Guerre de la Ligue d'Augsbourg.
Grâce à la création de Chambres de réunion à Metz, à Besançon et à Brisach, Louis XIV pense pouvoir mettre la main « légalement » sur le Duché de Bar et le Duché de Lorraine (que la France occupe par intermittence depuis 1634), la Franche-Comté, possession espagnole et la Décapole d'Alsace. Pomponne est chargé  de neutraliser, moyennant de larges compensations financières, Charles II d'Angleterre, l'électeur de Brandebourg, l'électeur de Saxe et, par le mariage du Grand Dauphin avec une princesse Bavaroise, l'électeur de Bavière.

## La méthode
La méthode consistait à établir que les territoires étaient des fiefs du comté de Bourgogne, de la principauté épiscopale de Metz, etc. Une fois la vassalité établie, le roi demandait à ses vassaux supposés, cités à comparaître, de lui prêter foi et hommage puis de lui fournir aveu et dénombrement, sous peine de commise ou mise sous séquestre de leurs droits et de leurs biens.

## Les réunions
En 1679 et 1680, le comté de Montbéliard, possession du duc de Wurtemberg, est réuni à la Franche-Comté devenue française en 1678. En 1680, les fiefs alsaciens dépendants de la Décapole et de la préfecture impériale de Wissembourg, sont rattachés à l'Alsace. Le margrave de Bade et le duc de Deux-Ponts font partie des princes allemands dépossédés. En septembre 1681, Strasbourg est assiégée puis rattachée à la France. En Lorraine, les fiefs anciens des Trois-Évêchés de Metz, Toul et Verdun annexés de fait en 1552, sont à leur tour annexés. Deviennent alors français Pont-à-Mousson, Salm, Sarrebourg et le comté de Sarrebruck malgré les protestations de l'Archevêque-Électeur de Trèves.

### En Alsace
Par un arrêt du 22 mars 1680, le conseil d'Alsace réunit au royaume de France les bailliages de Kutzenhausen, Bergzabern, Annweiler, Guttemberg, Gossersweiler, Vogelbourg, Otbourg, Cleebourg, Falkenbourg, les villages de Rechtenbach, la moitié du village de Dambach ainsi que le château et village de Riedseltz.
Par un arrêt du 9 août 1680, le conseil d'Alsace réunit au royaume les comtés de Hanau-Lichtenberg et d'Oberbrunn, la baronnie de Fleckenstein, les bailliages de Gressenstein, Wafslen, Barr, Illkirch, Marlem, Bischwiller et Reichshoffen, les bailliages de Sulz, Guebwiller, Rouffach, Marckolsheim et Marmoutier, le comté de Dagsbourg (Linange-Dabo), la principauté de La Petite-Pierre, et Murbach, le comté d'Horbourg, la seigneurie de Riquewihr, le Ban de la Roche, les terres et seigneuries de l'évêché de Strasbourg et Saint-Hippolyte.

### En Lorraine, Barrois, Luxembourg et dans l'Empire
La chambre de Metz réunit au royaume de France :
- par un arrêt du 12 avril 1680, le château et comté de Veldenz (i.e. le comté de Lutzelstein (La Petite-Pierre) avec Phalsbourg, appartenant au comte palatin de Veldenz) ;
- par un premier arrêt du 15 avril 1680, les terres et châtellenies de Condé-sur-Moselle et de Conflans-en-Jarnisy ;
- par un second arrêt du 15 avril 1680, la ville, château et terre de Commercy ;
- par un arrêt du 30 avril 1680, le comté de Vaudémont, celui de Chaligny et la châtellenie de Turquestein-Blancrupt.
- par un premier arrêt du 6 mai 1680, la ville et château d'Épinal ;
- par un second arrêt du 6 mai 1680, la ville et châtellenie de Sarrebourg ;
- par un arrêt du 10 mai 1680, le château, ville et seigneurie de Nomeny et la terre et ban de Delme ;
- par un premier arrêt du 20 mai 1680, le château et ville de Hombourg et la ville de Saint-Avold ;
- par un second arrêt du 20 mai 1680, la ville, château, châtellenie et seigneurie d'Albe (Sarralbe) ;
- par un arrêt du 23 mai 1680, la ville, terres et seigneurie de Marsal ;
- par un premier arrêt du 29 mai 1680, le château et seigneurie de Sampigny ;
- par un second arrêt du 29 mai 1680, les château, ville, châtellenie et prévôté d'Hattonchâtel ;
- par un arrêt du 6 juin 1680, les terres et seigneuries de Salm et Pierre-Percée ;
- par un arrêt du 12 juin 1680, la ville, château et baronnie d'Apremont ;
- par un arrêt du 13 juin 1680, la terre et seigneurie de Mars-la-Tour ;
- par un arrêt du 14 juin 1680, la ville de Blâmont et les terres et seigneuries de Mandres-aux-Quatre-Tours, Deneuvre et Amermont ;
- par un arrêt du 21 juin 1680, le château de Lutzelbourg ;
- par un arrêt du 27 juin 1680, la terre et seigneurie de Briey ;
- par un premier arrêt du 28 juin 1680, le comté de Deux-Ponts ;
- par un second arrêt du 28 juin 1680, le château, comté et seigneurie de Castres ;
- par un arrêt du 4 juillet 1680, la ville et seigneurie de Dieuze ;
- par un arrêt du 8 juillet 1680, le château, bourg et comté de Sarrebruck ;
- par un premier arrêt du 11 juillet 1680, le comté de Sarrewerden et Bouquenom ;
- par un second arrêt du 11 juillet 1680, la ville, terre et seigneurie d'Ottwiller.
- par un premier arrêt du 15 juillet 1680, la terre et seigneurie de Bousseviller ;
- par un deuxième arrêt du 15 juillet 1680, les terres et seigneuries de la Marck, Marmonstier et Ochsenstein ;
- par un troisième arrêt du 15 juillet 1680, le château et seigneurie de Trognon ;
- par un arrêt du 16 août 1680, la seigneurie de Sierck et la ville de Port (Saint-Nicolas) ;
- par un arrêt du 16 septembre 1680, le château, terre et seigneurie de Créhange ;
- par un premier arrêt du 24 octobre 1680, la ville, terre et seigneurie de Virton ;
- par un second arrêt du 24 octobre 1680, le château, terre et seigneurie de Bitche ;
- par un premier arrêt du 7 novembre 1680, le château, terre et seigneurie d'Oberstein ;
- par un second arrêt du 7 novembre 1680, le château, terre et seigneurie de Rembercourt-aux-Pots ;
- par un arrêt du 28 novembre 1680, le château et bourg de Mussey ;
- par un arrêt du 5 décembre 1680, le château, terre et seigneurie de Réchicourt ;
- par un arrêt du 9 décembre 1680, la ville d'Étain ;
- par un arrêt du 12 décembre 1680, le comté de Morhange ;
- par un arrêt du 23 décembre 1680, la terre et seigneurie de Domèvre (-en-Haye, -sur-Vezouze ?);
- par un arrêt du 26 décembre 1680, la ville et seigneurie de Gondreville (Gondreville, Gondreville ?)
- par un arrêt du 6 mars 1681, la ville et seigneurie de Neufchâteau ;
- par un arrêt du 10 mars 1681, les villes et seigneuries d'Arrancy et de Pierrevillers.
- par un arrêt du 21 avril 1681, le comté de Chiny ;
- par un arrêt du 16 mai 1683, le comté de Vaudémont ;
- par un arrêt du 2 juin 1683, les seigneuries, prévôtés et châtellenies de Pont-à-Mousson, Saint-Mihiel et autres.

## En Franche-Comté
Par un arrêt du 31 août 1680, le parlement de Besançon réunit le comté de Montbéliard à la France.

## Les restitutions
Devant ces coups de force, l'Europe monarchique s'organise. La Suède, les Provinces-Unies, vite rejointes par l'Empereur germanique et son cousin le roi d'Espagne, forment une alliance pour obliger Louis XIV à restituer ces « Réunions ». Cela devient la Ligue d'Augsbourg du 1686. La guerre de la Ligue d'Augsbourg éclate en 1689. Au règlement de cette guerre par le traité de Ryswick en 1697, tous les territoires « réunis » font alors retour à leurs anciens possesseurs ou suzerains, sauf la Basse-Alsace, et Sarrelouis fondée par Louis XIV (aujourd'hui en Sarre allemande).